# 新藤晋海
新藤 晋海（しんどう しんかい、本名：新藤 昭彦（しんどう あきひこ）、1927年 - 2001年3月17日）は華厳宗の僧侶。
第216世東大寺別当（住職）、華厳宗管長。大仏開眼千二百五十年慶讃大法要、奈良国立博物館特別展「東大寺のすべて」などに道筋をつけた。

## 経歴
叔父は第206世東大寺別当の上司海雲。子供がいなかった上司の勧めで東大寺に入寺、東大寺塔頭観音院を継承する。
1945年旧制金鐘中学校（現：東大寺学園中学校・高等学校）卒。龍谷大学文学部仏教学科卒。
新制金鐘高等学校（現：東大寺学園高等学校）の教師、主事（事務局長）、学校法人東大寺学園常任理事を経て、1984年同理事長（～1987年）。1986年東大寺学園中高等学校の校長兼任（～1987年）。1992年東大寺学園理事長に再任（～1999年）、東大寺学園幼稚園長を兼任（～1999年）。
東大寺の塔頭観音院住職、勧学院長、上院主任、社会福祉法人東大寺福祉事業団理事長などを経て、2000年上司永慶別当の死去に伴い、東大寺第216世別当兼華厳宗管長に就任（8月1日から3年間）。2001年、任期2年半を残して死去（心疾患）。2代続けての、別当職任期途中での死去となった。死去の6日前にNHKBSハイビジョン「ハイビジョンスペシャル　お水取り」の収録に出演、放送は修二会終了後の3月22日だったため、公で最後の姿となった。
福祉活動にも力を入れ、日本ユニセフ協会奈良県支部の設立発起人となり、同副会長を務めるなどしていた。

## 主な著作
- 新藤晋海編『凝然大徳事蹟梗概』東大寺教学部、1971年、314頁。
- 南都仏教研究会編『重源上人の研究』南都仏教研究会、1955年、380頁。